# Урбан II
Урбан II (лат. Urbanus; 1042, Лажері — 29 липня 1099, Рим, Папська держава) — сто п'ятдесят восьмий папа Римський (березень 1088— 29 липня 1099), народився у Лажері (поблизу Шатійон-сюр-Марн, здобув церковну освіту. Служив архидияконом у Реймсі, пізніше вступив до Клюнійського монастиря, де дослужився до чину пріора.
Підтримував реформи Григорія VII, який призначив його кардиналом. Після короткого правління Дезидерія Отто був обраний папою шляхом акламації невеликою групою кардиналів та інших прелатів у Террачіні. Продовжував політику Григорія VII, демонструючи гнучкість і дипломатичність. Зумів подолати могутнього антипапу Климента III, боровся з симонією, підтримував целібат духовенства та продовжив опозицію імператору Священної Римської імперії Генріху IV.
У Маларському соборі (10–15 липня 1089), скликаному папою Урбаном II з метою примирення церков, брала участь делегація Київської православної митрополії, яку благословив митрополит Київський і всієї Руси Іван III. Члени цієї місії були у місті Барі на освячені перенесеної гробниці св. Миколая Мірлікійського (свято Миколая Чудотворця). Відтоді почалося піднесення культу святого Миколая на Русі.

## Хрестові походи

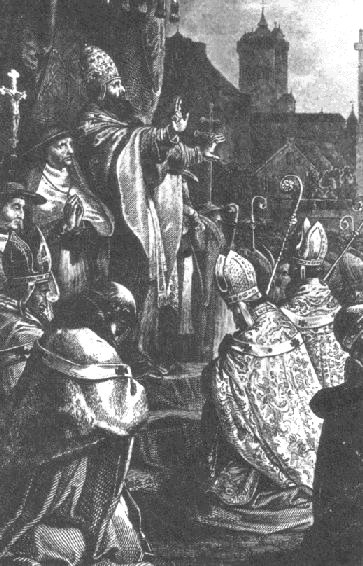
Урбан II виголошує промову перед учасниками Першого Хрестового походу.

Праця Урбана II щодо організації хрестового походу розпочалась на Соборі у П'яченці у березні 1095 року, де папа прийняв послів Візантійського імператора Олексія I Комніна, який просив допомоги проти мусульман. У роботі собору брали участь так багато єпископів з Італії, Бургундії та Франції, що його довелось проводити просто неба.
На Клермонському соборі у листопаді того ж року Урбан II проголосив найвражаючішу в європейській історії промову, закликавши знать і весь люд звільнити Святу Землю від турків-сельджуків.
Досі точиться суперечка: чи знаменитий клич хрестоносців «Цього хоче Бог» або «Така воля Божа» придумав Урбан II, чи його створили самі хрестоносці?
Урбан II помер через 14 днів після того як хрестоносці завоювали Єрусалим, проте звістка про це дійшла вже до його наступника папи Пасхалія II.

## Урбан II і Сицилія

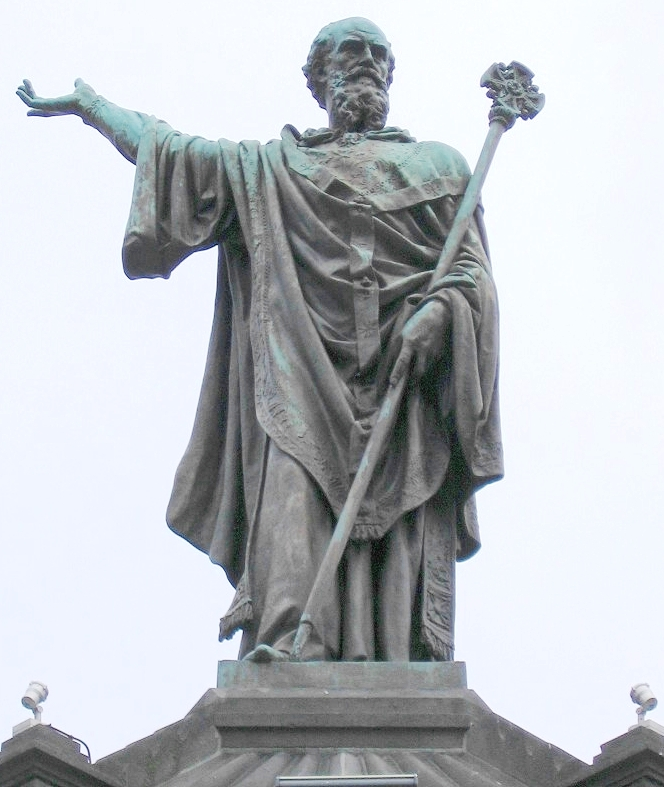
Пам'ятник Урбану ІІ в Клермон-Ферран

Менш значущими, проте успішнішими ніж результати хрестового походу, виявились успіхи Урбана II у намаганнях поширити вплив католицької церкви на Кампанію та Сицилію, вивівши ці землі з-під сфери впливу Візантійської імперії та гегемонії сарацинів. Провідником його ідей став норманський правитель Сицилії Рожер I, якого папа наділив надзвичайними повноваженнями.

## Вшанування пам'яті
- Пам'ятник Урбану ІІ в Клермон-Ферран.

## Беатифікація
Беатифікований 14 липня 1881 року Папою Львом XIII. День пам'яті — 29 липня.